# Vulkankaninchen
Das Vulkankaninchen (Romerolagus diazi) ist eine Säugetierart aus der Familie der Hasen (Leporidae). Es gehört zu den kleinsten Arten der Familie und kommt endemisch ausschließlich in der Gebirgsregion im zentralen Teil Mexikos vor und wird dort als Zacatuche oder Teporingo bezeichnet. Dort lebt es vorwiegend im Gebiet der Vulkane Popocatépetl und Iztaccíhuatl, worauf auch sein deutscher und englischer Trivialname Bezug nimmt. Die Tiere sind einheitlich gelbbraun bis schwarz gefärbt, sie haben vergleichsweise kurze Ohren und der Schwanz ist äußerlich nicht sichtbar. Sie leben im Unterwuchs von Kiefern- und Erlenwäldern in Höhen von 2800 bis 4250 Metern, wobei die Lebensräume stark von dicht wachsenden Büschelgräsern („zacatón“) und von steinigem bis felsigem Untergrund geprägt sind.
Die Tiere bilden Gruppen von zwei bis fünf Individuen und ernähren sich von Gräsern und Kräutern. Sie graben Baue in den Waldboden oder nutzen die verlassenen Höhlen anderer Tierarten. Vorwiegend zwischen April und September werden durchschnittlich zwei Jungtiere geboren. Die Art steht unter strengem Schutz und wird aufgrund des sehr kleinen Verbreitungsgebietes als bedroht eingestuft.

## Merkmale

### Allgemeine Merkmale
Das Vulkankaninchen hat eine Kopf-Rumpf-Länge von etwa 23 bis 35 Zentimetern und ein Gewicht von etwa 380 bis 600 Gramm. Kleiner ist in seiner Familie nur noch das im Westen der Vereinigten Staaten lebende Zwergkaninchen (Brachylagus idahoensis). Ein Sexualdimorphismus ist nur gering ausgeprägt, die Weibchen sind in der Regel etwas größer als die Männchen. Der Schwanz ist sehr kurz und von außen nicht sichtbar; wie bei den Pfeifhasen ist er durch einen ihn überdeckenden Hautlappen verdeckt. Die Länge der Schwanzwirbel beträgt etwa 18 bis 31 Millimeter. Die Hinterbeine und die Füße sind vergleichsweise klein, die Hinterfußlänge beträgt im Durchschnitt etwa 51 Millimeter mit einer Varianz von 42 bis 55 Millimetern. Die Ohren sind klein und gerundet, sie erreichen eine Länge von 40 bis 45 Millimeter.
Das Fell ist sehr kurz und dicht, es ist auf der Rückenseite einheitlich dunkel gelbbraun bis grau oder schwarz gefärbt. Dabei sind die Basen und die Spitzen der Fellhaare schwarz und der mittlere Teil gelblich. Die Kehle, die Brust und die Bauchseite sind heller sandbraun mit dunkelgrauem Einschlag der Unterwolle. Auf der Brust befindet sich eine „Mähne“ aus etwas längeren und weicheren Haaren, die in der Farbe der restlichen Brustbehaarung entspricht und sich von dieser nicht absetzt. Die Hinterbeine und die Füße sind kurz, die Oberseiten der Vorderfüße sind hell sandgelb, die der Hinterfüße braun. Die Füße besitzen jeweils fünf Zehen, auch wenn ihre Spuren häufig nur vier Zehen zeigen. Die Seiten der Nase und die Augenregion sind hell sandbraun, die Basis der kurzen und runden Ohren ist etwas dunkler sandbraun. Hinter den Ohren befindet sich ein undeutliches Dreieck aus gelblichen Haaren.
Die Weibchen besitzen drei Paar Zitzen, jeweils eines im Brust-, im Abdomen- und im Lendenbereich. Während der Stillzeit schwellen die Milchdrüsen auf eine Dicke von etwa einem Millimeter an und bilden zwei jeweils zwei Zentimeter breite Streifen, die die jeweils vorderen beiden Zitzen verbinden. Dabei produzieren die Weibchen nie in allen Zitzen Milch und besitzen in der Regel vier wechselnde aktive Zitzen.

### Schädelmerkmale
| 2 | · | 0 | · | 3 | · | 3 | = 28 |
| 1 | · | 0 | · | 2 | · | 3 | = 28 |

Der Schädel erreicht eine Gesamtlänge von etwa 45 bis 47 Millimetern und eine maximale Breite von 25 bis 27 Millimetern im Bereich der Jochbögen. Er entspricht in seinem generellen Aufbau dem eines typischen Hasenartigen. Die Länge der Nasenbeine beträgt etwa 22 bis 25 Millimeter bei einer Breite von 9,5 bis 11,5 Millimetern und das Gaumenbein ist mit einer Länge von etwa 6 bis 8 Millimetern im Vergleich zu anderen Arten verlängert. Der bei einigen Hasen typische Processus postorbitalis, ein Knochenvorsprung hinter dem Auge, ist bei dieser Art nur kurz ausgebildet. Die Paukenhöhlen sind nicht vergrößert und entsprechen dem Foramen magnum in der Größe. Die Gehörgänge sind dagegen im Vergleich zu anderen Hasenartigen verlängert und erreichen eine Länge von 5,2 bis 6,4 Millimetern.
Die Tiere besitzen im Oberkiefer jeweils zwei Schneidezähne (Incisivi) gefolgt von einer längeren Zahnlücke (Diastema) sowie von drei Vorbackenzähnen (Praemolares) und von drei Backenzähnen (Molares). Im Unterkieferast sind außer den drei Backenzähnen nur ein Schneidezahn sowie nur zwei Prämolaren vorhanden. Insgesamt besitzen die Tiere also 28 Zähne. Die Länge der Zahnreihe beträgt etwa 10 bis 12 Millimeter.

### Genetische Merkmale
Der Karyotyp besteht aus einem diploiden Chromosomensatz von 2n = 48 Chromosomen mit einer Armanzahl (fundamental number, FN) von 78. Er entspricht dem aller Vertreter der Gattung Lepus sowie dem des Strauchkaninchens (Sylvilagus bachmani) und wird als ursprüngliches Merkmal betrachtet, wobei andere Arten der Gattungen Sylvilagus und andere Kaninchenarten eine variable Chromosomenzahl von 2n = 42 bis 52 aufweisen. Es handelt sich um einen Karyotyp mit 16 metazentrischen und 7 telozentrischen Chromosomen sowie zwei großen Geschlechtschromosomen (subtelozentrisches X und metazentrisches Y).

### Spuren
Die wichtigsten Spuren der Vulkankaninchen sind Fußspuren und Kotspuren. Erstere bestehen in der Regel aus Abdrücken der Vorder- und der Hinterfüße, wobei meistens je nur vier Zehen erkennbar sind. Die Vorderfußspuren haben eine Länge von etwa 3 Zentimetern und die Hinterfußspuren eine Länge von etwa 4,6 Zentimetern, die Breite beträgt bei beiden etwa 1,5 Zentimeter. Trittsiegel laufender Vulkankaninchen entsprechen denen anderer Kaninchen, aufgrund der geringeren Größe sind sie jedoch näher beieinander. Die Vorderfüße kommen in der Regel mit einem Abstand von 10 bis 12 Zentimetern hinter den letzten Hinterfußspuren auf. Die Kotpillen der Tiere sind linsenförmig mit einem Durchmesser von 5 bis 9 Millimeter. Frische Pillen sind ockerfarben und weich, später werden sie gelblich und trocken. Sie können vor allem nahe der Baue und der Hauptwege der Tiere gefunden werden.

## Verbreitung

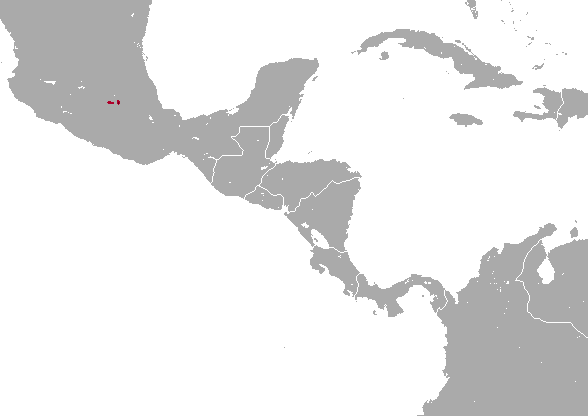
Verbreitungskarte des Vulkankaninchens

Das Vulkankaninchen kommt endemisch in Zentralmexiko vor. Das Verbreitungsgebiet beschränkt sich auf die Gebirgsregion im transmexikanischen Vulkangürtel um die Vulkane Popocatépetl, Iztaccíhuatl, El Pelado und Tlaloc (Sierra Volcánica Transversal) in Morelos, im Westen von Puebla und im südlichen Umland von Mexiko-Stadt („Distrito Federal“). Bei intensiven Suchen in den angrenzenden Gebieten in den 1980er Jahren konnten keine weiteren Vorkommen identifiziert werden. Die Gesamtfläche des Verbreitungsgebietes beträgt maximal etwa 386 Quadratkilometer, wodurch das Vulkankaninchen wahrscheinlich das am engsten eingegrenzte Verbreitungsgebiet aller Säugetiere in Mexiko hat. Historisch war das Gebiet etwas größer: Die Art ist unter anderem von den östlichen Ausläufern des Iztaccihuatl sowie der Nevado de Toluca verschwunden; zudem verringert sich das Gebiet aufgrund der Fragmentierung und Umnutzung in der Region zunehmend.

## Lebensweise und Ökologie

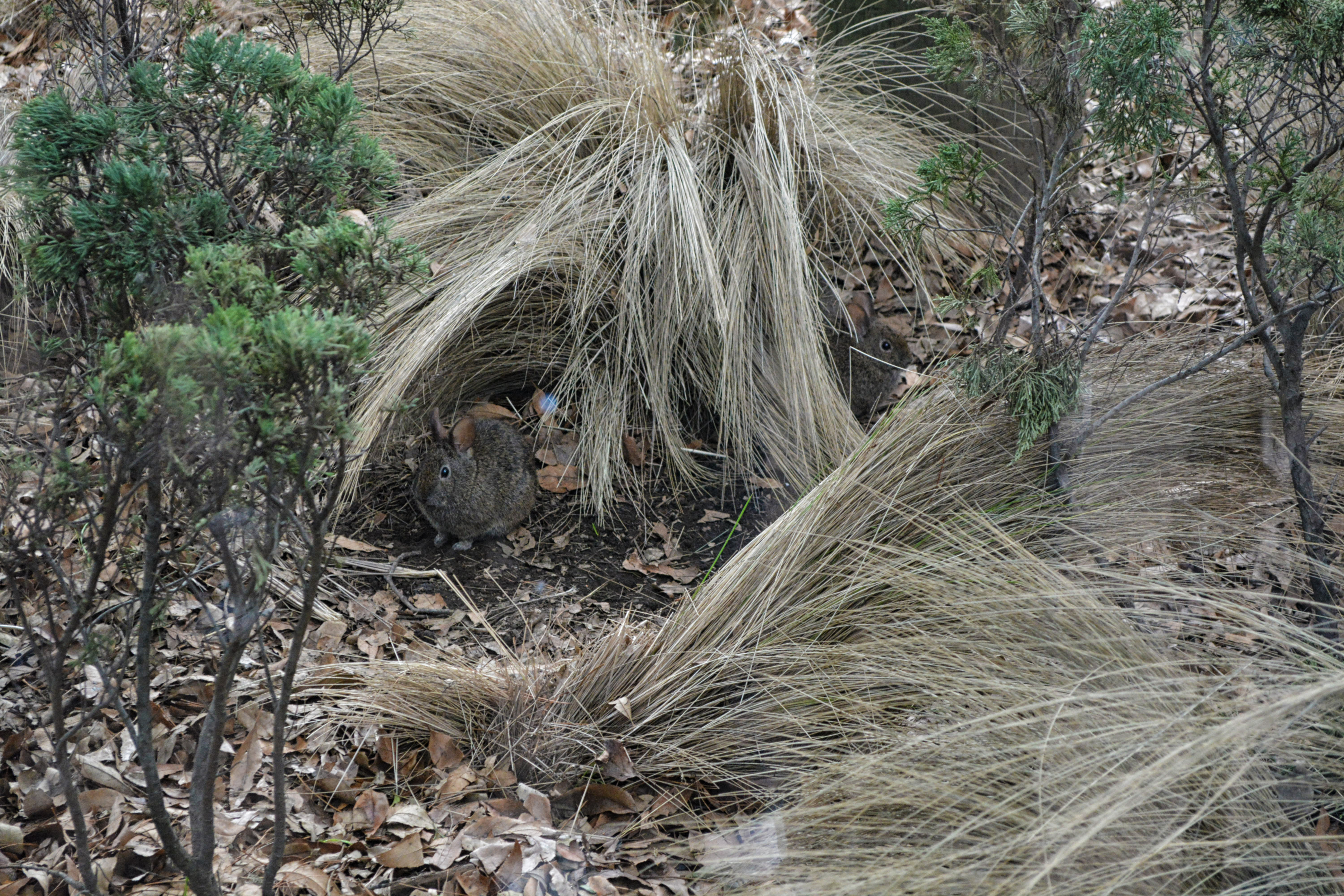
Vulkankaninchen im Zoológico de Chapultepec, Mexiko-Stadt

### Lebensräume
Der Lebensraum des Vulkankaninchens sind Kiefern- und seltener Erlenwälder der Höhenlagen mit dichtem Unterbewuchs aus hohen und dicht wachsenden Büschelgräsern („zacatón“) und einem steinigen bis felsigen Untergrund, durchsetzt von Bereichen mit dunklen und tiefen Böden. Die Höhenverbreitung der Art liegt zwischen 2800 und 4250 Metern, die höchste Bestandsdichte befindet sich allerdings in Höhen von 3150 bis 3400 Metern. Sie besiedelt auch Gebiete mit plötzlichen und steilen Abhängen. Diese Habitate im Grenzbereich zwischen der nearktischen und neotropischen Zone sind geprägt von warmen und feuchten Sommern und kalten und trockenen Wintern, der jährliche Niederschlag beträgt durchschnittlich 1330 Millimeter und die Durchschnittstemperatur über das Jahr etwa 9,5 °Celsius. Die Vegetation besteht vor allem aus bis etwa 25 Meter hohen Beständen der Montezuma-Kiefer (Pinus montezumae), teilweise durchsetzt mit anderen Kiefernarten wie Pinus hartwegii, Pinus teocote, Pinus rudis, Pinus patula und Pinus pseudostrobus. Der Unterwuchs setzt sich aus bis zu 5 Meter hohen Gräsern, hauptsächlich Arten wie Muhlenbergia macroura, Festuca amplissima, Festuca rosei, Stipa ichu sowie Epicampus-Arten zusammen. Hinzu kommen sekundäre Bestände der Erle Alnus acuminata subsp. arguta (Syn. Alnus arguta) mit Höhen bis 12 Meter und der palmenähnlichen Agavenart Furcraea bedinghausii, die bis zu 6 Meter hoch wird, sowie einem Unterwuchs aus Sommerflieder (Buddleja), Brombeeren (Rubus), Wasserdost (Eupatorium) und anderen krautigen Pflanzen. Die Auflage erreicht zusammen mit den Gräsern Höhen von 2 bis 5 Metern mit einem hohen Anteil an Gräsern und Kräutern. Seltener besiedelt das Vulkankaninchen auch temporär Felder mit Saat-Hafer (Avena sativa) und verlässt diese nach der Haferernte Anfang Oktober.

### Sozialverhalten und Ernährung
Vulkankaninchen leben häufig in kleinen Gruppen von zwei bis fünf Individuen. Sie sind vorwiegend dämmerungsaktiv am Abend und am frühen Morgen, können aber auch am Tag und in der Nacht außerhalb ihrer Baue angetroffen werden. Sie meiden allerdings die Mittagshitze. Während dieser Zeiten suchen sie nach Nahrung und gehen anderen Aktivitäten nach, darunter auch dem „Hinterherlaufen“, dem „Kämpfen“ und dem „Spielen“. Die Nahrung der Tiere besteht aus grünen Blättern verfügbarer Gräser und Kräuter, vor allem den „zacatón“-Gräsern Festuca amplissima, Festuca rosei, Muhlenbergia macroura und Stipa ichu. Hinzu kommen Kräuter wie Cunita tritifolium, Alchemilla sebaldiaefolia und Museniopsis arguta. Dabei fressen die Kaninchen in der Regel die jungen und noch grünen Triebe der Gräser und beißen die Blätter an der Basis des Stiels ab. Während der Regenzeiten fressen die Tiere auch junge Hafer- und Maispflanzen in landwirtschaftlich genutzten Flächen nahe ihrer Baue.
Die Ruhezeiten verbringen sie in den Bauen, deren versteckte Eingänge sich an der Basis von Grasbüscheln befinden. Diese Baue sind bis zu 5 Meter lang und haben oft mehrere Ausgänge, oft teilen sich die Gruppen einen gemeinsamen Bau. Die Baue haben eine maximale Länge von etwa fünf Metern und sind aufgrund des steinigen Untergrunds selten geradlinig. Sie werden teilweise nicht selbst gegraben, sondern stammen von andern grabenden Tieren der Habitate wie dem Silberdachs (Taxidea taxus), dem Felsenziesel (Otospermophilus variegatus), dem Neunbinden-Gürteltier (Dasypus novemcinctus) oder der Merriam-Taschenratte (Cratogeomys merriami). Als temporärer Unterschlupf werden zudem Höhlen zwischen Steinen und Holzstämmen oder Erdlöcher genutzt. Die Nester für die Jungtiere werden von den Weibchen in einem flachen Bau angelegt, der in der Regel an der Basis von Grasbüscheln in den Boden gegraben wird; der Nesteingang wird unter Pflanzenmaterial versteckt. Eher selten kommen auch Nester im Bereich von Geröll und Steinen vor. Ein einzelnes Nest hat einen Durchmesser von etwa 15 Zentimetern und eine Höhe von etwa 11 Zentimetern. Als Nestmaterial wird trockene Vegetation wie Gras, Blätter und Zweige verwendet, die durch Haare der Mutter ausgepolstert wird.
Innerhalb ihrer Gruppen wurden Hierarchien mit einem dominanten Weibchen beobachtet, in der Regel sind ein männliches Tier und maximal ein oder zwei Weibchen sexuell aktiv. Untereinander verständigen sie sich mit variablen und hohen Pfeiftönen, die an die der Pfeifhasen erinnern und bei anderen Hasen und Kaninchen nicht ausgeprägt sind, sowie durch Trommeln mit den Hinterpfoten. Nach einzelnen Beobachtungen erhöht sich die Ruffrequenz nach einem Regen.
Innerhalb in Gefangenschaft gehaltener Gruppen wurden Aggressionen beobachtet, die in der Regel von dominanten Weibchen ausgehen und sich meist gegen andere Weibchen und seltener gegen Männchen richten.

### Fortpflanzung und Entwicklung
Eine feste Paarungs- und Fortpflanzungssaison gibt es für die Vulkankaninchen nicht, sie können das ganze Jahr über Nachwuchs zur Welt bringen. Die Männchen sind das gesamte Jahr fortpflanzungsfähig, ihre Hoden liegen entsprechend über das gesamte Jahr im Hodensack. Der Höhepunkt der Geburten liegt im warmen und regenreichen Sommer, es wurden jedoch trächtige Weibchen von Januar bis Oktober und laktierende Weibchen von Februar bis Dezember identifiziert. In der Gefangenschaft verpaaren sich die Männchen in der Regel immer mit dem gleichen Weibchen und erst, wenn dieses nicht mehr vorhanden ist, mit einem anderen Weibchen. Die Begattung kann während des gesamten Tages stattfinden. Zur Paarung nähert sich das Männchen in der Regel von hinten an das Weibchen an und bleibt dort stehen, häufig beschnüffelt es danach die Hinterbeine und das Hinterteil des Weibchens. Danach dreht sich das Weibchen zu dem Männchen um und flankiert es und es folgen mehrere rasche Umrundungen, bevor das Männchen das Weibchen besteigt und dieses mit ein paar Beckenstößen begattet.
Die Nester für die Jungtiere finden sich vor allem zwischen April und September. Die Tragzeit beträgt rund 38 bis 41 Tage und ist damit etwas länger als die der meisten Baumwollschwanzkaninchen und Pfeifhasen, jedoch kürzer als bei Echten Hasen. Die Wurfgröße liegt bei einem bis (selten) fünf, durchschnittlich zwei, Jungtieren. Sie entspricht der von Hasenarten der Gattung Lepus, unterscheidet sich jedoch deutlich von den großen Würfen der Baumwollschwanzkaninchen (Sylvilagus) und der Wildkaninchen (Oryctolagus). Die Geburt findet fast immer nachts statt. Die Jungtiere werden vollständig behaart und mit geschlossenen Augen geboren, die sie nach vier bis acht Tagen öffnen. Sie haben eine Körperlänge von etwa 8 bis 10 Zentimeter mit einem Schwanz von 8 bis 10 Millimetern Länge und einem Gewicht von etwa 25 Gramm. Ihre Rückenfärbung ist mattgrau, die Färbung des Kopfes und der Körperseiten ist gelblich mit einzelnen weißen Bereichen an den Flanken. Der Schwanz ist noch sichtbar und nicht wie bei den ausgewachsenen Tieren von einem Hautlappen bedeckt. Die Füße besitzen kräftige, dunkelbraune Krallen. Die Jungtiere verbringen die ersten beiden Lebenswochen im Bau und werden von der Mutter gestillt. Dabei gibt die Mutter zumeist nur über vier der insgesamt sechs Zitzen Milch. Nach etwa drei Wochen beginnen die Jungtiere mit der Aufnahme fester Nahrung und mit einem Monat sind sie selbstständig, können aber noch eine Zeitlang Milch der Mutter bekommen. Sie verlassen den Bau mit einem Gewicht von etwa 100 Gramm. Die Muttertiere können direkt nach dem letzten Wurf und noch während der Jungenaufzucht wieder trächtig werden. Da mehrere noch stillende Weibchen identifiziert wurden, die zugleich trächtig waren, geht man von einem nachgeburtlichen Eisprung der Weibchen aus, nach dem sie wieder fruchtbar sind.

### Interaktionen mit anderen Arten
Innerhalb des Verbreitungsgebietes tritt das Vulkankaninchen sympatrisch mit zwei Arten der Baumwollschwanzkaninchen auf, dem Mexikanischen Baumwollschwanzkaninchen (Sylvilagus cunicularius) und dem Florida-Waldkaninchen (S. floridanus). Dabei kommen die beiden Gattungen in etwa 8 % der Fläche gemeinsam vor, das Vulkankaninchen lebt allerdings vorwiegend in den höheren Lagen.
Ebenso wie die Baumwollschwanzkaninchen stellt das Vulkankaninchen eine wichtige Beute der in der Region lebenden Kojoten (Canis latrans cagottis) und Rotluchse (Lynx rufus escuinapae) dar. Der Anteil an Vulkankaninchen an den Beutetieren beider Arten liegt jedoch niedriger als der der Baumwollschwanzkaninchen, auch unter Berücksichtigung des selteneren Vorkommens werden sie seltener erbeutet. Dies wird vor allem auf ihre geringe Größe und die Aktivität während der Dämmerung statt in der Nacht zurückgeführt. Weitere Beutegreifer, die Vulkankaninchen erbeuten, sind das Langschwanzwiesel (Mustela frenata perotae), die Mexikanische Plateau-Klapperschlange (Crotalus triseriatus) und der Rotschwanzbussard (Buteo jamaicensis costaricensis).
Als Endoparasit wurden der Fadenwurm Paraheligmonella romerolagi aus dem Dünndarm wildlebender und in Gefangenschaft gehaltener Vulkankaninchen sowie Teporingonema cerropeladoensis und Dermatoxys romerolagi als artspezifische Parasiten aus dem Vulkankaninchen isoliert und beschrieben. Daneben wurden mit Trichostrongylus calcaratus, Trichostrongylus tatertaeformis, Trichuris leporis und Dermatoxys veligera weitere Nematoden als Endoparasiten identifiziert, die die Tiere in der Wildnis und im Zoo befallen können. Unter den Bandwürmern konnten Cittotania ctenoides und Multiceps serialis im Darmtrakt der Art nachgewiesen werden, zudem wurde die neue Art Anoplocephaloides romerolagi aus dem Gallengang der Art isoliert und beschrieben. Auch Kokzidien wie Eimeria perforans, Eimeria coecicola und Eimeria stiedae, die eine Kokzidiose der Kaninchen auslösen, wurden in inneren Organen und in Kotpillen der Tiere gefunden.
Unter den Ektoparasiten sind wie bei anderen Kleinsäugern vor allem Flöhe und Zecken relevant. Floh- und Zeckenbefall kommt bei den Tieren das gesamte Jahr vor und ist besonders stark in den warmen und feuchten Sommern, wobei die Zecken sich vor allem im Bereich der Ohren und am Gesicht befinden. Unter den Flöhen wurde Cediopsylla inequalis, Strepsylla mina und andere Strepsylla-Arten nachgewiesen sowie Cediopsylla tepolita und Hoplopsyllus pectinatus neu beschrieben. Die artspezifische Zecke Cheyletiella mexicanus wurde 1979 neu beschrieben, zudem wurden Cheyletiella parasitivorax und Ixodes spinipalpis auf der Art identifiziert. Weitere Ektoparasiten an Vulkankaninchen sind nicht näher benannte Laufmilben (Trombiculidae) und Dasselfliegen (Cuterebridae), deren Larven unter der Haut leben.

## Systematik

### Taxonomie und Taxonomiegeschichte

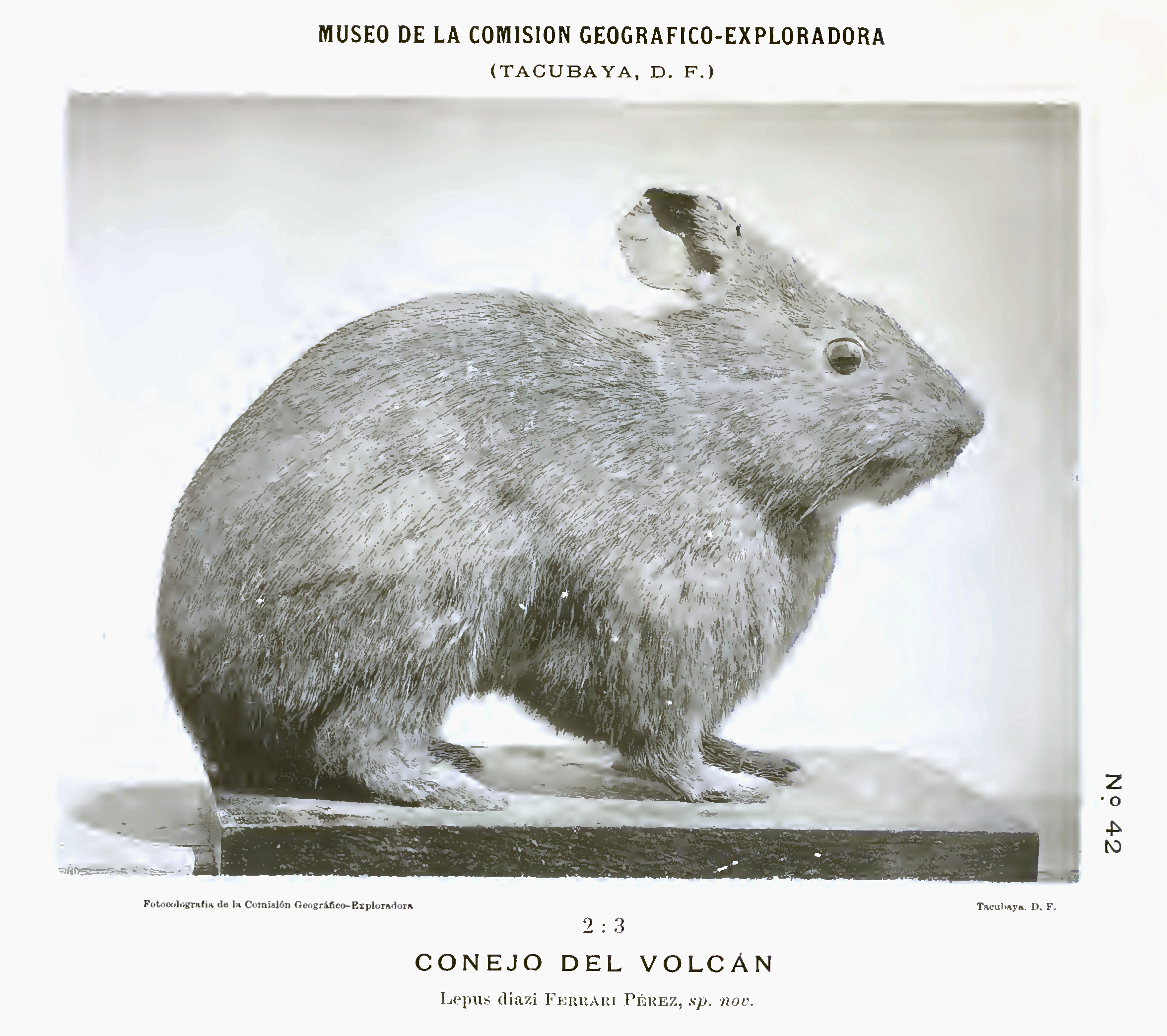
Lepus diazi, Darstellung der Art in der Erstbeschreibung von Ferrari-Pérez, 1893

Das Vulkankaninchen wird als eigenständige und einzige Art der damit monotypischen Gattung Romerolagus den Hasen (Leporidae) zugeordnet. Die wissenschaftliche Erstbeschreibung der Art erfolgte 1891 durch Fernando Ferrari-Pérez als Lepus diazi aus dem Umland von San Martin Texmelucan vom nordöstlichen Hang des Vulkans Iztaccíhuatl in Puebla, Mexico. Die Art wurde im Rahmen eines Katalogs zur Erfassung der Geographie der Region durch die Comision Geografico Exploradora unter Leitung des Ingenieurs Augustín Diáz unter der Bezeichnung „Conejo del volcán“ als neu beschriebene Art aufgeführt und abgebildet, jedoch nicht detaillierter beschrieben.
1896 beschrieb Clinton Hart Merriam die Gattung Romerolagus und darin die Art Romerolagus nelsoni vom Popocatépetl als nomenklatorischer Typus. Gesammelt wurden die Typen von Edward William Nelson, nach dem er die Art benannte, und Edward Alphonso Goldman. Romerolagus nelsoni wurde im Jahr 1911 durch Gerrit Smith Miller mit Lepus diazi synonymisiert und mit dem heute gültigen Artnamen Romerolagus diazi benannt. Gerrit Smith Miller ordnete die Erstbeschreibung allerdings Diáz zu und argumentierte, dass dieser die Publikation mit der Erstbeschreibung veröffentlicht hat. Gemeinsam mit Ferrari-Pérez untersuchte er weitere Individuen der Art und verglich diese mit den Typen von Merriam, um eine sichere Synonymisierung vornehmen zu können. Erst 1955 wurde von P. Rojas vorgeschlagen, entsprechend den Regeln der Internationalen Regeln für die Zoologische Nomenklatur (ICZN) „(Ferrari-Pérez in Diáz)“ als Erstbeschreiber für Romerolagus diazi anzugeben.

### Phylogenetische Einordnung
Fossilbefunde für das Vulkankaninchen und potenzielle Vorfahren liegen nicht vor. Bei Untersuchungen im Verbreitungsgebiet konnten nur die Überreste von Sylvilagus floridiana und Sylvilagus cunicularius identifiziert werden.
Auf der Basis von molekularbiologischen Daten wurde von Conrad A. Matthee et al. 2004 und später von Robinson & Mathee 2005 ein Kladogramm entwickelt, das die phylogenetischen Verwandtschaften der Gattungen innerhalb der Hasen zueinander darstellt. Demnach wird das Vulkankaninchen innerhalb der Hasen einem Taxon bestehend aus den Echten Hasen (Gattung Lepus), den Baumwollschwanzkaninchen (Gattung Sylvilagus), dem Zwergkaninchen, dem Wildkaninchen (Oryctolagus cuniculus), dem Borstenkaninchen (Caprolagus hispidus), dem Buschmannhasen (Bunolagus monticularis) und dem Ryukyu-Kaninchen (Pentalagus furnessi) als basale Art gegenübergestellt. Das Buschkaninchen (Poelagus marjorita), die Rotkaninchen (Pronolagus) und die Streifenkaninchen (Nesolagus) bilden die Schwestergruppe zu den übrigen Hasen. Der Kariotyp ist ursprünglich, über einen Vergleich verschiedener Allozyme wurde eine nähere Verwandtschaft der Art zu der Gattung Sylvilagus als zur Gattung Lepus bestätigt.
Das Vulkankaninchen ist monotypisch, innerhalb der Art werden also neben der Nominatform keine Unterarten unterschieden.

### Etymologie
Fernando Ferrari-Pérez benannte das Vulkankaninchen nach Augustín Diáz, dem Leiter der geographischen Expedition in Mexiko. Die später von Clinton Hart Merriam erfolgte Gattungsbenennung Romerolagus leitet sich ab vom Namen des mexikanischen Politikers Martín Romero, der Nelson und Goldman bei ihren Arbeiten in Mexiko unterstützte, sowie von der griechischen Benennung des Hasen, „lagos“. Obwohl international in der Regel der englische Name „volcano rabbit“ bzw. im deutschsprachigen Raum „Vulkankaninchen“ gebräuchlich ist, wird die Art im Verbreitungsgebiet in der Regel Zacatuche oder seltener als Teporingo bezeichnet. Der lokale Name Zacatuche stammt aus der Sprache der Azteken und bedeutet „Grashase“, abgeleitet von „zacatl“ für „Gras“ und „tochtli“ für „Hase“. Über die Bedeutung der ebenfalls gebräuchlichen Benennung Teporingo gibt es keine Angaben.

## Bedrohung und Schutz
Die Art wird von der International Union for Conservation of Nature and Natural Resources (IUCN) aufgrund des sehr kleinen Verbreitungsgebietes und der starken Bestandsrückgänge als bedroht (endangered) eingestuft. Die Hauptbedrohung für die Art ging und geht von der Umwandlung ihres Lebensraums in Felder und Weiden und die damit einhergehende Fragmentierung und Lebensraumverschlechterung durch die Beweidung und die landwirtschaftliche Nutzung der Gebiete aus. Hinzu kommen die Entfernung der Zacatón-Gräser sowie die Brandrodung der Zacatón-Gräser zur Vorbereitung neuer Nutzflächen oder zur Verbesserung der Weidebedingungen für Rinder und Schafe sowie die Entnahme der Gräser für die häusliche Nutzung. Auch die Nähe zu Mexiko-Stadt und die Ausbreitung der Vorstädte in die Verbreitungsgebiete der Art führen zu Lebensraumverlusten und Bestandsrückgängen. Eine weitere Fragmentierung wird durch den Bau von Straßen und Highways verursacht. Nach Schätzungen gingen die verfügbaren Habitate entsprechend um 15 bis 20 % über die letzten drei Generationen der Kaninchen zurück. Bestandsschätzungen nehmen eine Gesamtpopulation von etwa 2.500 bis 12.000 Tieren an.

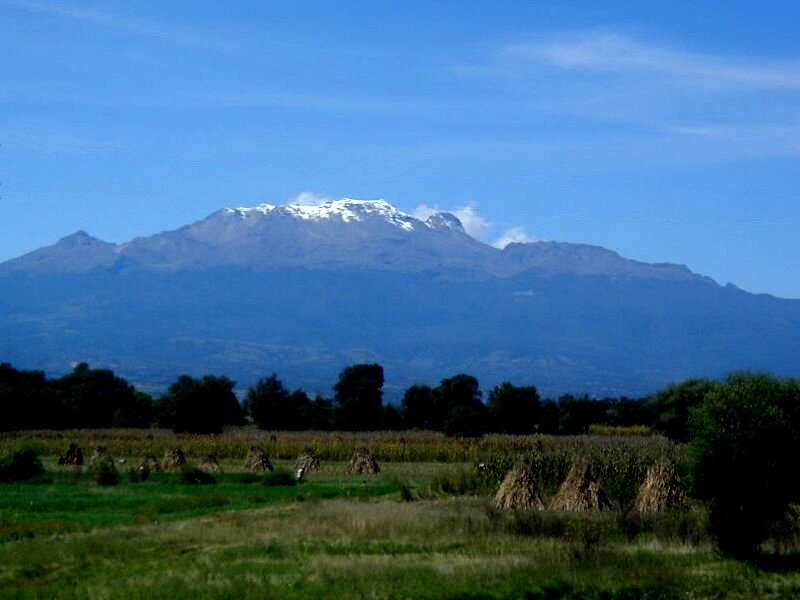
Landwirtschaftlich genutzte Flächen am Ixtaccihuatl im Lebensraum des Vulkankaninchens

Ihr Verbreitungsgebiet ist heute in wenige, nach konkreteren Angaben 16, kleine Flecken zerstückelt, in denen die Tiere genetisch voneinander isoliert sind. Diese fragmentierte Verbreitung erhöht das Risiko der lokalen Ausrottung einzelner Populationen und damit verbunden den weiteren Rückgang der Bestände. Bei einer Landschaftsmodellierung im Jahr 2018 wurde eine Gesamtfläche von 75,44 km2 identifiziert, die potenziell als Lebensraum für die Art verfügbar ist, aufgeteilt in 957 Einzelflächen von in der Regel etwa 2500 m2 Größe. Dabei wurde vor allem die Region am Pelado und am Tlaloc als Rückzugsgebiet für die Tiere bestimmt, die bereits jetzt als Kernlebensraum für die Art gilt. Obwohl die Art in Mexiko geschützt und die Bejagung verboten ist, wird sie von der einheimischen Bevölkerung manchmal immer noch als Fleischquelle bejagt, Jungtiere werden zudem häufig von Hunden getötet.
Das Vulkankaninchen gehörte zu den ersten Arten der Hasenartigen, die in den Fokus des Artenschutzes gerückt sind. Gemeinsam mit dem Borstenkaninchen (Caprolagus hispidus), dem Sumatra-Kaninchen (Nesolagus netscheri) und dem Ryukyu-Kaninchen (Pentalagus furnessi) war es bereits 1972 und 1978 in den IUCN Reda Data Books vertreten und als gefährdete Tierart gelistet. Es ist auf dem Appendix I des Washingtoner Artenschutzübereinkommen (CITES) von 1973 gelistet und somit streng geschützt. Der Import in die und der Handel in den Vereinigten Staaten ist ebenfalls verboten. Es kommt im Parque Nacional Izta-Popo-Zoquiapan vor, ist jedoch auch hier nicht ausreichend vor Brandrodungen und Bejagung geschützt und die heimische Bevölkerung ist über den besonderen Schutz der Tiere nur wenig aufgeklärt. Zum Schutz der Bestände wurden Nachzuchtprogramme in Gefangenschaft gestartet, vor allem im Chapultepec-Zoo (Zoológico de Chapultepec) in Mexiko-Stadt, dem Durrell Wildlife Conservation Trust sowie in Kawasaki in Japan und im Zoo Antwerpen in Belgien. Die Programme waren und sind teilweise erfolgreich, allerdings ist die Mortalität der Jungtiere in Gefangenschaft sehr hoch.

## Belege
1. 1 2 3 4 5 6 7 8 9 10 11 12 13 14 15 16 17 18 19 20 21 22 23  
Fernando A. Cervantes, Consuelo Lorenzo, Robert S. Hoffmann: Romerolagus diazi. In: Mammalian Species. Band 360, 1990, S. 1–7, doi:10.2307/3504131, JSTOR:3504131 (researchgate.net [PDF]).
2. 1 2 3 4 5 6 7 8 9 10 11 12 13 14 15 16  
S.C. Shai-Braun, K. Hackländer: Volcano Rabbit. In: Don E. Wilson, T.E. Lacher, Jr., Russell A. Mittermeier (Hrsg.): Handbook of the Mammals of the World: Lagomorphs and Rodents 1. (HMW, Band 6) Lynx Edicions, Barcelona 2016, S. 111–112, ISBN 978-84-941892-3-4.
3. 1 2  
Francisco J. Romero, Fernando A. Cervantes: Zacatuche, Teporingo, Volcano rabbit. In: Gerardo Ceballos: Mammals of Mexico. JHU Press, 2014; S. 121–125. (Google Books)
4. 1 2 3  
J. Hoth, A. Velazquez, F. J. Romero, L. Leon: The volcano rabbit—a shrinking distribution and a threatened habitat. Oryx 21 (2), April 1987; S. 85–91. doi:10.1017/S0030605300026600, Volltext.
5. 1 2 3 4 5 6  
Romerolagus diazi in der Roten Liste gefährdeter Arten der IUCN 2012.2. Eingestellt von: Mexican Association for Conservation and Study of Lagomorphs (AMCELA), F.J. Romero Malpica, H. Rangel Cordero, P.C. de Grammont, A.D. Cuarón, 2008. Abgerufen am 14. Januar 2013.
6. ↑  
Juan Manuel Uriostegui-Velarde, Zuri Samuel Vera-García, Luis Gerardo Ávila-Torresagatón, Areli Rizo-Aguilar, Mircea G. Hidalgo-Mihart, José Antonio Guerrero: Importancia del conejo zacatuche (Romerolagus diazi) en la dieta del coyote (Canis lastrans) y del lince (Lynx rufus). Therya 6 (3), 2015; S. 609–624. doi:10.12933/therya-15-306.
7. ↑  
Fernando Alfredo Cervantes-Reza: Some Predators of the Zacatuche (Romerolagus diazi). Journal of Mammalogy 62 (4), 1981; S. 850–851. doi:10.2307/1380613.
8. ↑  
Marie-Claude Durette-Desset, Alberto Santos, III: Carolinensis tuffi sp. n. (Nematoda: Trichostrongylina: Heligmosomoidea) from the White-Ankled Mouse, Peromyscus pectoralis Osgood (Rodentia: Cricetidae) from Texas, U.S.A. Comparative Parasitology 67 (1), 2000; S. 66–70, Online PDF, 10,6 MB (ganzes Heft).
9. ↑  
Lynda M. Gibbons, V. Kumar: Boreostrongylus romerolagi n.sp. (Nematoda, Heligmonellidae) from a Mexican volcano rabbit, Romerolagus diazi. Systematic Parasitology 1(2), Januar 1980; S. 117–122. doi:10.1007/BF00009857.
10. ↑  
Eileen A. Harris: Some helminths of the volcano rabbit Romerolagus diazi, including a description of the nematode Teporingonema cerropeladoensis gen. nov., sp. nov. (Trichostrongylidae: Libyostrongylinae). Journal of Natural History 19 (6), 1985; S. 1239–1248. doi:10.1080/00222938500770791.
11. ↑  
Masao Kamiya, Hiroshi Suzuki, Bernand Villa-R, Bernand: A new anoplocephaline cestode, Anoplocephaloides romerolagi sp. n. parasitic in the volcano rabbit, Romerolagus diazi. Japanese Journal of Veterinary Research 27 (3-4), 1979; S. 67–71. Volltext, doi:10.14943/jjvr.27.3-4.67.
12. ↑  
Douglas E. Norris, J. S. H. Klompen, James E. Keirans, Robert S. Lane, Joseph Piesman, William C. Black, IV: Taxonomic Status of Ixodes neotomae and I. spinipalpis (Acari: Ixodidae) Based on Mitochondrial DNA Evidence.  Journal of Medical Entomology 34 (6), 1997; S. 696–703, doi:10.1093/jmedent/34.6.696.
13. ↑  
Don E. Wilson & DeeAnn M. Reeder (Hrsg.): Romerolagus diazi in Mammal Species of the World. A Taxonomic and Geographic Reference (3rd ed).
14. ↑  
Erstbeschreibung von Ferrari-Pérez, In: Augustín Diáz: Catálogo de los objetos que componen el contingente de la Comisión, precedido de algunas notas sobre su organización y trabajos. Comision Geografico Exploradora, Republica  Mexicana,  Mexico,  Distrito Federal, 1893 (Download bei archive.org); Listung auf S. 23, Abbildung im Tafelwerk.
15. ↑  
Clinton Hart Merriam: Romerolagus nelsoni, a new genus and species of rabbit from Mt. Popocatepetl. Proceedings of the Biological Society of Washington 10, 1896; S. 169–174. (Digitalisat in der Biodiversity Heritage Library)
16. ↑  
Gerrit Smith Miller: The volcano rabbit of Mt. Iztaccihuatl. Proceedings of the Biological Society of Washington 24, 1911; S. 228–229.
17. 1 2  
Conrad A. Matthee, Bettine Jansen Van Vuuren, Diana Bell, Terence J. Robinson: A Molecular Supermatrix of the Rabbits and Hares (Leporidae) Allows for the Identification of Five Intercontinental Exchanges During the Miocene. Systematic Biology 53 (3); S. 433–447. (Abstract)
18. ↑  
Terence J. Robinson, Conrad A. Matthee: Phylogeny and evolutionary origins of the Leporidae: a review of cytogenetics, molecular analyses and a supermatrix analysis. Mammal Review 35 (3‐4), 19. Dezember 2005; S. 231–247. doi:10.1111/j.1365-2907.2005.00073.x
19. ↑  
Andrew T. Smith, Charlotte H. Johnston, Paulo C. Alves, Klaus Hackländer: Lagomorphs: Pikas, Rabbits, and Hares of the World. JHU Press, Januar 2018; S. 114–117. (Google Books)
20. ↑  
Juan M Uriostegui-Velarde, Alberto González-Romero, Eduardo Pineda Rafael, Reyna-Hurtado Areli, Rizo-Aguilar José, Antonio Guerrero: Configuration of the volcano rabbit (Romerolagus diazi) landscape in the Ajusco-Chichinautzin Mountain Range. Journal of Mammalogy 99 (1), Februar 2018; S. 263–272. doi:10.1093/jmammal/gyx174.
21. ↑  
Andrew T. Smith: Conservation of Endangered Lagomorphs. In: Paulo C. Alves, Nuno Ferrand, Klaus Hackländer (Hrsg.): Lagomorph Biology: Evolution, Ecology, and Conservation. Springer Verlag 2007; S. 296–297. ISBN 978-3-540-72446-9